# Elli Rhiannon Müller Osborne
Elli Rhiannon Müller Osborne (Nordstrand, 28 februari 2001) is een Noors actrice. Ze speelde onder andere de rol van Emilie in de film Utøya 22. juli.

## Biografie
Osborne begon op zestienjarige leeftijd met acteren. Haar eerste rol was die van Emilie in Utøya 22. juli. Een jaar later speelde ze in Psychobitch, geregisseerd door Martin Lund. Deze film won Amandaprijzen in de categorie 'beste kinderfilm' en 'beste scenario'. Op andere Europese filmfestivals won de film ook diverse prijzen.
Vanaf 2022 speelde Osborne het titelpersonage in de Viaplay-dramaserie Ida tar ansvar en de rol van Prinses Margrethe in de Netflix-filmserie Royalteen. Ook vertolkte ze de rol van Thea in de NRK-televisieserie Dumbsday. In 2024 had Osborne een rol in de TV2-televisieserie Ever single.

## Filmografie

### Films
| Jaar | Titel                         | Rol        |
| ---- | ----------------------------- | ---------- |
| 2018 | Utøya 22. juli                | Emilie     |
| 2019 | Psychobitch                   | Chrissy    |
| 2019 | Hoffnung                      | Samantha   |
| 2022 | Royalteen                     | Margrethe  |
| 2022 | Vikingulven                   | Thale Berg |
| 2023 | Royalteen: Princess Margrethe | Margrethe  |

### Televisie
| Jaar | Titel           | Rol   | Extra   |
| ---- | --------------- | ----- | ------- |
| 2021 | Furia           | Sis   | 3 afl.  |
| 2022 | Idar tar ansvar | Ida   | 8 afl.  |
| 2023 | Dummedag        | Thea  | 10 afl. |
| 2023 | Ever single     | Malin | 1 afl.  |